# 上海天后宫

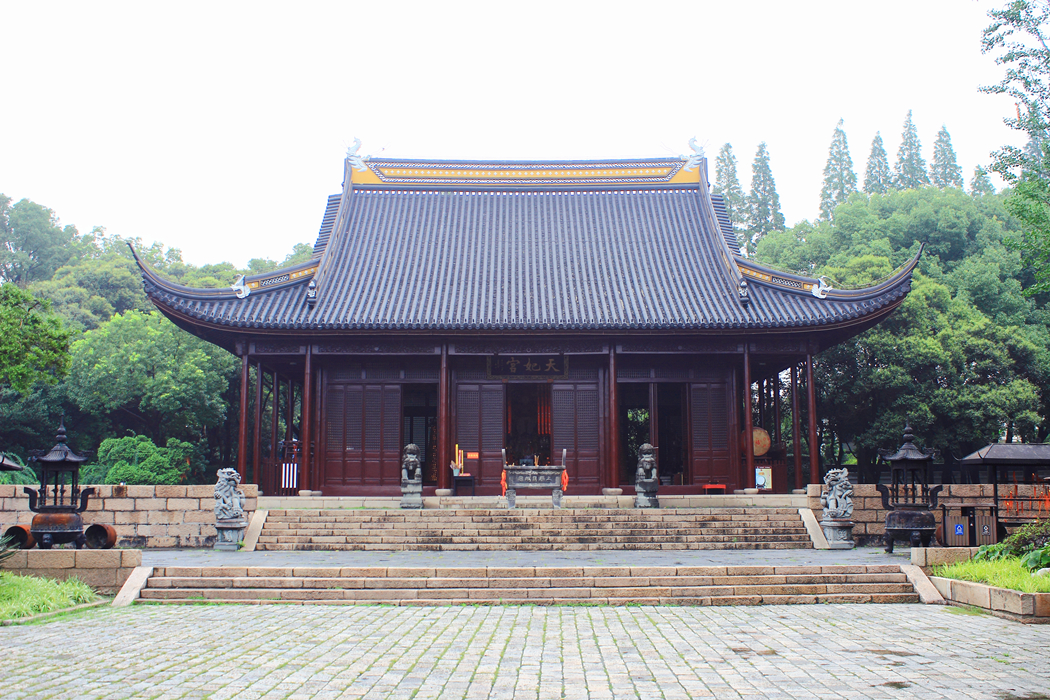

上海天后宫是上海市的一個供奉天后的場所，是上海市文物保護單位，也是上海仅剩的保存完整的天后宫建筑。

## 歷史
南宋咸淳七年(1271年)，福建商人醵资在上海镇东北建造一座供奉天妃的顺济庙。明嘉靖三十二年(1553年)，顺济庙因上海防備倭寇的城墙工事而拆迁。倭患被平息后，在原顺济庙所在的城墙上重建顺济庙，不過顺济庙改称天妃宫，后来天妃又被加封为天后，天妃宫又改称天后宫。1853年，天后宮毀於小刀会起义的戰火。
1884年，天后宮在河南路桥北堍重建。1899年，天后宫被划进上海公共租界，不過天后宫仍为中国官产，租界不得干涉。1982年因河南北路道路拓建工程（一說1978年因建山西中学），天后宫的大殿楠木殿被移動至松江區方塔公园内，并成为上海市文物保护单位。仍保留在闸北的天后宫于2000年被列入闸北区文物保护建筑。2006年，因河南路重建和轨道10号线的市政建设，残余的天后宫建筑被拆除，不過古戏台的部件全部编号保存。2016年，天后宫開始在原閘北的原址上重建。2022年，原址重建後的天后宫對外开放。

## 媽祖
上海天后宮大殿内有一尊称为“浦江妈祖”的妈祖像。该尊妈祖像为坐像，高3.6米，是从湄洲媽祖祖廟分灵而来。此外大殿內還有来自台湾大甲镇澜宫、北港朝天宫、澳门、天津、宁波、青岛等地宫庙的16尊妈祖像。大殿內還悬挂一幅由汪道涵题写的字：“妈祖情系两岸”。